# Burma Star
La Burma Star (Stella di Burma) è una medaglia istituita dal Commonwealth Britannico per commemorare il servizio prestato nella Seconda guerra mondiale.
È una delle otto stelle commemorative di campagne della Seconda Guerra Mondiale.

## Criteri di eleggibilità
La medaglia venne concessa per servizio nella campagna di Burma tra l'11 dicembre 1941 ed il 2 settembre 1945. Questa medaglia venne concessa anche per servizi in Cina, a Hong Kong, in Malaysia ed a Sumatra con periodizzazione differente:
- Hong Kong: 26 dicembre 1941 - 2 settembre 1945
- Cina e Malaysia: 16 febbraio 1942 - 2 settembre 1945
- Sumatra: 24 marzo 1942 - 2 settembre 1945

Per quanti, durante la seconda guerra mondiale, avessero prestato servizio in Cina, a Hong Kong, in Malaysia ed a Sumatra dopo l'8 dicembre 1941 ma prima della concessione della medaglia, venne prevista la Pacific Star.
Secondo il regolamento per le uniformi inglesi, la Pacific Star non poteva essere concessa a quanti avessero già ottenuto la Burma Star, ma essa dovesse essere sostituita da un'apposita barretta.
La medaglia venne concessa a personale della Royal Navy e della marina mercantile qualificato al servizio tra la Baia del Bengala sino a Ceylon per una distanza di 300 miglia e sino a Sumatra per poi continuare verso lo Stretto di Sunda e quello di Malacca. I sei mesi di servizio per l'ottenimento della 1939-1945 Star dovevano essere ottenuti prima della concessione della Burma Star.
La medaglia venne concessa anche al personale dell'esercito in servizio in una qualsiasi parte della regione del Burma nonché a quanti avessero prestato servizio nelle province indiane del Bengala e dell'Assam nel periodo compreso tra il 1º maggio 1942 ed il 2 settembre 1945. Le medesime restrizioni di concessione erano previste per l'aviazione.

### Descrizione
La "Stella di Burma" consiste come le altre medaglie del genere in una stella a sei punte di rame o zinco giallo allodiato alta 44mm e larga 38mm. Sul diritto riporta al centro le cifre reali di re Giorgio VI del Regno Unito sormontate dalla corona reale. Le cifre sono attorniate da un cerchio contenente le parole The Burma Star. Il retro è piano anche se alcune medaglie concesse a personale australiano o sudafricano hanno inscritto il nome dell'insignito.
Il nastro della medaglia, come gli altri della medesima tipologia, si ritiene sia stato disegnato dallo stesso Giorgio VI. Esso si compone di un nastro color rosso scuro con una striscia blu scuro-giallo-blu scuro per parte.

### Barrette
L'unica barretta prevista per questa medaglia era:
- Pacific

concessa a quanti fossero nel contempo stati autorizzati a qualificarsi per l'ottenimento della Pacific Star.